# Museum Münterianum
Museum Münterianum er navnet på biskop Friederich Münters (1761-1830) museum grundlagt i den københavnske bispegård i Nørregade 11. I bispegårdens vestibule opførte Münter i løbet af sin embedsperiode (1808-1830) et lille offentligt museum, hvor flere, hovedsageligt antikke, genstande blev udstillet.

## Münters indsamling
Frederik Münter købte antikker på sine rejser, andre var gaver. F.eks. fik han et lille skulpturfragment fra kejser Titus’ (79-81 e.Kr.) triumfbue i Rom af en ung dansk studerende. Den lille figur faldt, efter sigende, ned i det øjeblik, den unge dansker gik forbi buen i 1823. Af den tyske filolog G. F. Grotefend (1775-1853) fik Münter et babylonsk tegl, da de begge interesserede sig for den særlige kileskrift. 
Udover antikker samlede Frederik Münter også på bøger og mønter. Ved hans død blev der optalt over 15.000 bøger og over 10.000 mønter, hvoraf omkring en tredjedel var græske og resten romerske. Men samlingen indeholdt også meget andet, såsom mumier, segl, skulpturer og indskrifter, etruskiske gravurner, hinduistiske figurer og meget mere – og mange af disse var udstillet i Museum Münterianum. 

## Museum Münterianum
I Münters levetid var viden og oplysningen til folket i centrum, og blandt andet derfor valgte han at placere mange af sine antikker i Bispegårdens trappeopgang i Museum Münterianum. I 1822 lavede han en kort oversigt på latin over udstillingens genstande, og foranlediget af den store interesse, som samlingen vakte, kom der i 1829 en dansk oversigt. I “Nyeste Skilderie af Kjøbenhavn” - et halvmånedligt skrift - kan man læse en beskrivelse af museets samling. I indledningen står der: “….således er da denne samling at betragte som en aldeles offentlig samling og er den eneste i Norden.” Münters museum er derfor af stor historisk betydning, da det var en af de første offentligt tilgængelige samlinger i Danmark. For i 1819 åbnede nemlig også Det Kongelige Museum for Nordiske Oldsager på Trinitatis kirkes loft - bag Rundetårn.
Mange af de indsamlede og udstillede genstande blev, og er, en fast del af Bispegårdens udsmykning. I trappeopgangen og i portrummet fik Münter i 1820’erne indmuret indskrifter på forskellige sprog – akkurat, som han havde set det gjort i Italien.
- Frederik Münters Museum Münterianum i den københavnske bispegård. Victor Hermansen 1940.
- Frederik Münters Museum Münterianum i den københavnske bispegård. 2012.
- Münters indskrifter indmuret i Bispegårdens portrum. 2012.
- Münters burmesiske buddha fra Bispegården. 2012.

## Museum Münterianum efter Münters død
Efter Münters død kom store dele af samlingen på auktion, og netop auktionskataloget er hovedkilden til Münters samling. Nationalmuseet erhvervede flere ting derfra, bl.a. en hel del ægyptiske amuletter, et ægyptisk sarkofaglåg og en barnemumie samt romerske og græske udskårne seglsten i alle regnbuens farver. Mange mønter endte i det Kongelige Møntkabinet. Efterfølgende fik museet overdraget andre genstande af Münters arvinger. Deriblandt adskillige romerske lamper, en mumiemaske af træ og en samling arabiske mønter. Andre genstande forblev i Bispegården. De ægyptiske steler samt figuren fra Titusbuen er i dag deponeret på Ny Carlsberg Glyptotek, en kufiske indskrift fra portrummet er i Davids Samling og i 2009 valgte bispesædet at deponere de sidste genstande fra trappeopgangen på Nationalmuseet. Flere af Biskoppens genstande er desværre også blevet stjålet fra Bispegården igennem årene.
I dag er museet stadig tilgængeligt for alle interesserede. I portrummet kan man se de indmurede indskrifter og i montrerne i forhallen ligger der kopier af nogle af Münters genstande ligesom enkelte originaler stadig kan ses i portrummet og i forhallen.